# Peterskirche (Eisenach)

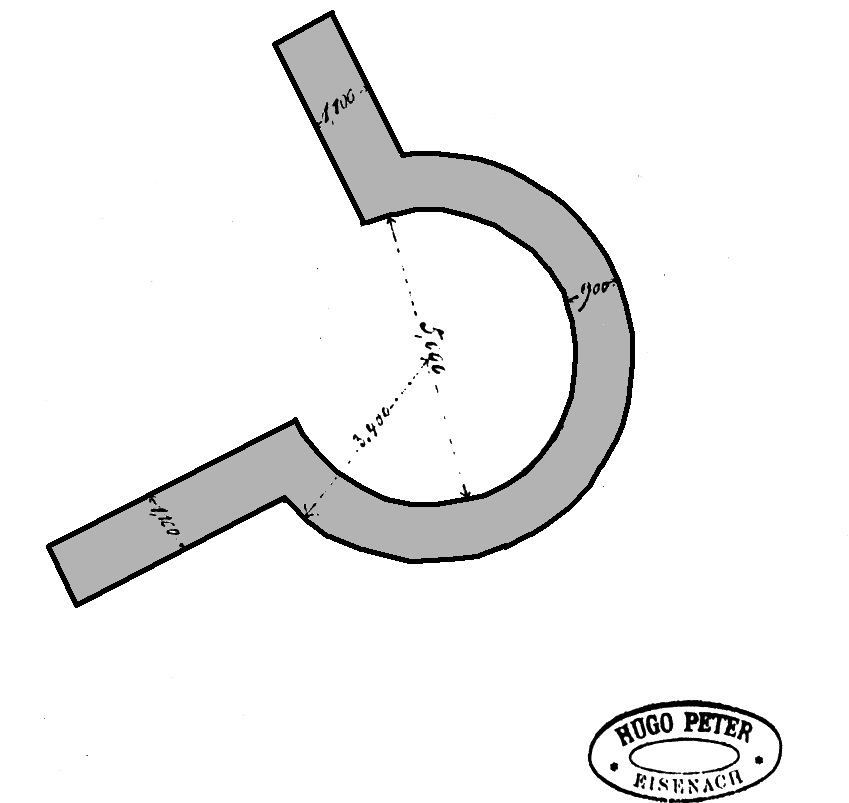
Plan zur Kirche St. Peter

Die Peterskirche ist eine abgegangene Kirche in Eisenach.

## Geschichte
Am Westhang des Petersberges befand sich nahe dem Zusammenfluss von Hörsel und Nesse bereits vor der Stadtgründung eine bedeutende Siedlung mit dem Namen „Ysenach“, in welcher eine dem Heiligen Peter geweihte Kirche stand.
Nach den stadtgeschichtlichen Quellen bestand die am Petersberg befindliche Siedlung noch bis zum 15. Jahrhundert als Siedlung. An diese erinnern die Straßennamen Hellergasse und Altstadtstraße. Die Peterskirche war demnach die älteste Pfarrkirche Eisenachs. Das Peterspratozinium deutet bereits auf ein hohes Alter hin. Bei den 1871 ausgeführten Bauarbeiten für die Petersberger Brauerei Erbslöh und beim Wohnungsbau in den Nachkriegsjahren wurden an mehreren Stellen Gräber und Grundmauern der Peterskirche entdeckt und untersucht.